# Фернандо Ботеро
Фернандо Ботеро Ангуло (ісп. Fernando Botero Angulo; 19 квітня 1932 — 15 вересня 2023) — колумбійський художник, маляр, скульптор, працював в техніці фігуративізму. Його стиль, що також називають «ботеризм», зображує людей товстунами, сюжети переважно на побутову тематику, але є й приклади робіт на соціально-політичні теми. Вважається найбільш визнаним і комерційно успішним художником з Латинської Америки, його твори представлені в багатьох містах світу.
Прославився завдяки перемозі на виставці колумбійських художників у 1958 році. Почав займатися скульптурою після переїзду до Парижа в 1973 році, на початок 1990-х він вже був всесвітньо відомим митцем.

## Біографія
Фернандо Ботеро був другим із трьох синів Девіда Ботеро (1895—1936) та Флори Ангуло (1898—1972). Девід Ботеро помер, коли Фернандо було чотири роки. Його мати працювала швачкою. Велику роль у його вихованні відіграв дядько.
Початкову освіту отримав в Антіокії Атенео (Antioquia Ateneo) і завдяки стипендії продовжив середню освіту в єзуїтській школі Болівара. У 1944 році дядько Ботеро на два роки відправив його до школи матадорів. У 1948 році Ботеро у 16 років опублікував свої перші ілюстрації у недільному додатку до «El Colombiano», однієї з найважливіших газет у Медельїні, де тоді жив.

### Кар'єра
Роботи Ботеро вперше були представлені на груповій виставці колумбійських художників у 1948 році.
З 1949 по 1950 рік Ботеро працював сценографом, у 1961 році переїхав до Боготи. Його перша персональна виставка відбулась у «Galería Leo Matiz» в Боготі. У 1952 році Ботеро поїхав з групою художників до Барселони, пізніше переїхав до Мадрида.
У Мадриді Ботеро навчався в Академії де Сан-Фернандо.
У 1953 році Ботеро переїхав до Парижа, де вивчав твори мистецтв у Луврі, потім жив рік у Флоренції. В останні десятиліття прожив більшу частину часу в Парижі, але проводить один місяць на рік у рідному місті Медельїн.
У 2014 році встановив рекорд ціни на свої роботи. На аукціоні Christie's бронзову скульптуру було продано за рекордні 2,573 мільйонів доларів.

## Стиль
Хоча серед його робіт є натюрморти та пейзажі, кількісно переважають ситуаційні портреті. Його картини та скульптури характеризуються пропорційно перебільшеними або пишними фігурами.
У 2004 році Ботеро виставив серію з 27 малюнків та 23 картин про насильство у Колумбії, до якого причетні наркокартелі. Він подарував твори Національному музею Колумбії, де вони вперше були виставлені.
У 2005 році Ботеро привернув значну увагу до себе серією про тортури в Абу-Грейб, перша виставки якої відбулась в Європі. Сюжет походить з інформації, що стала публічною, про тортури, що чинили військові США над полоненими в Абу-Грейб під час війни в Іраку. У 2007 році відбулось кілька виставок у США. За словами автора серію він хотів подарувати американському музею, але пропозиції відхиляли.

## Приклади робіт

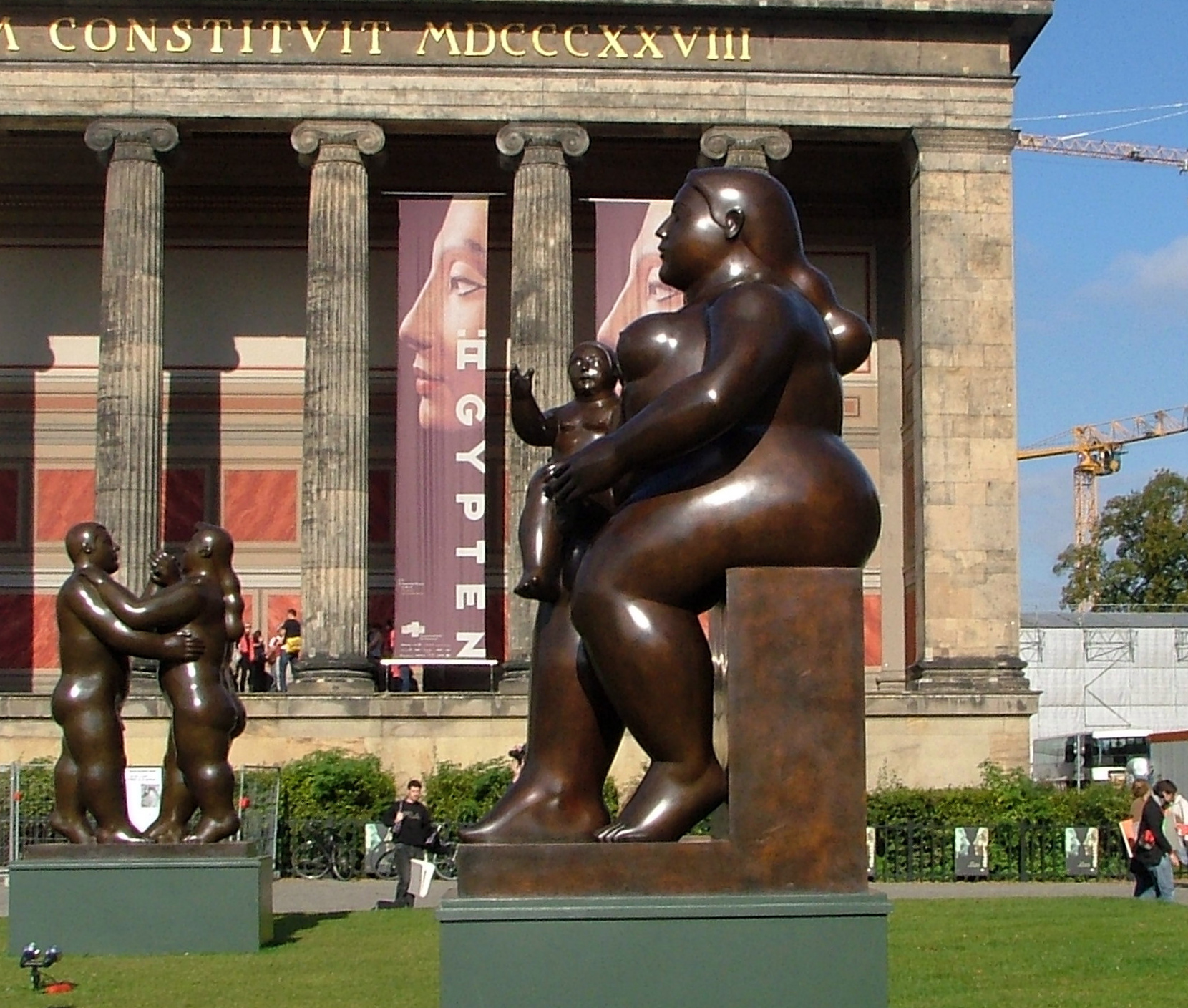
Виставка у Берліні
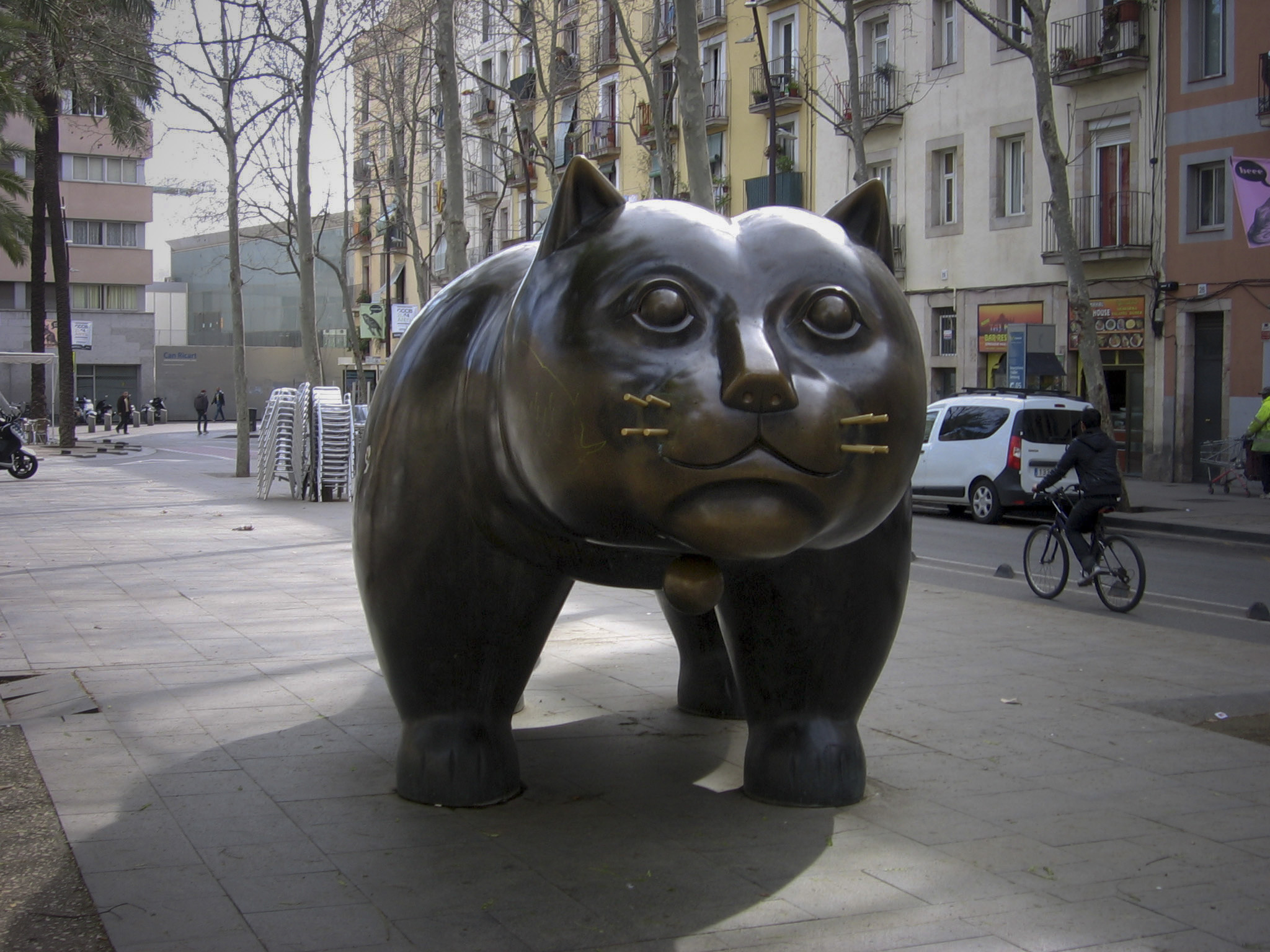
Кіт, 1990 р., Барселона, Іспанія
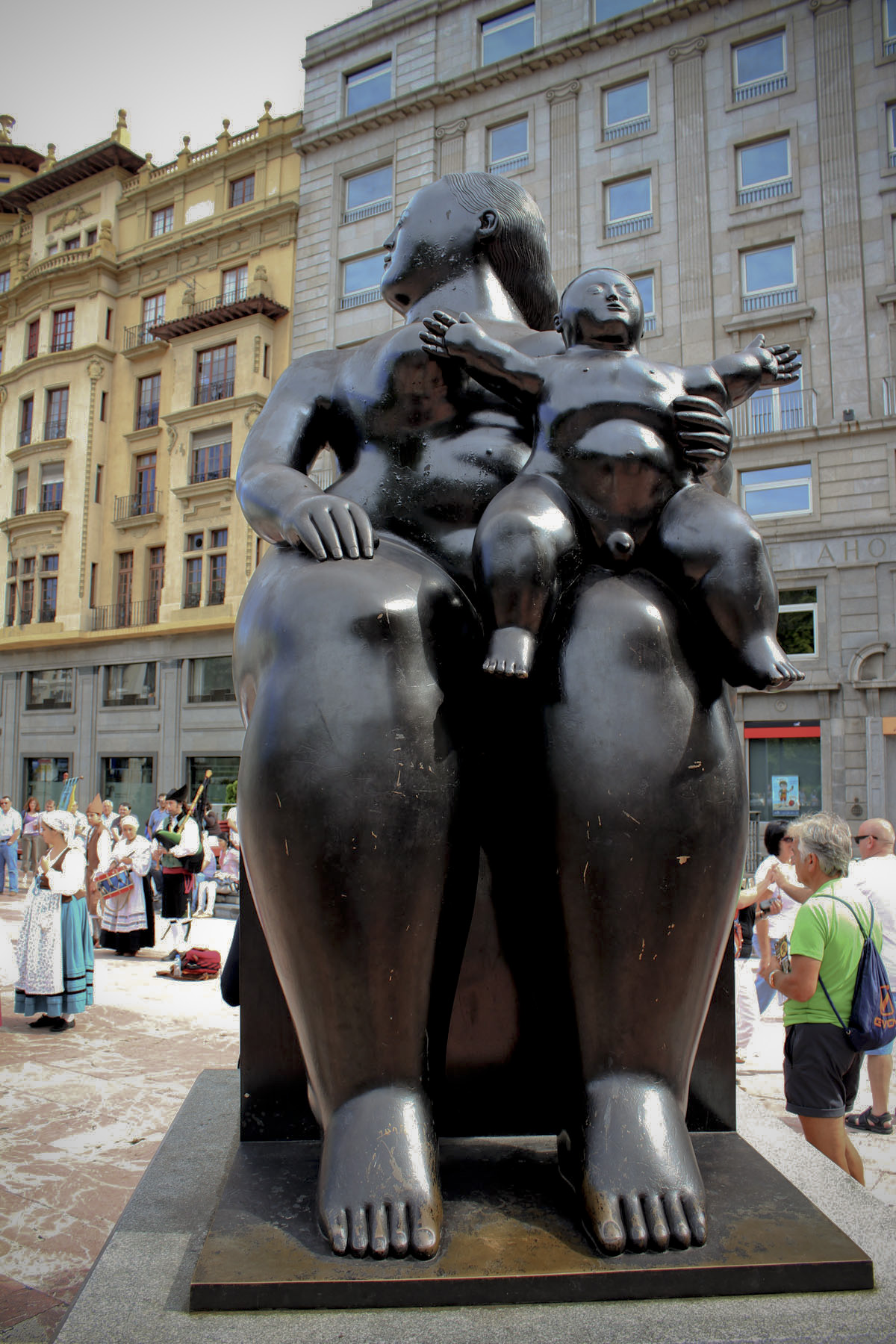
Материнство, Ов'єдо, Іспанія
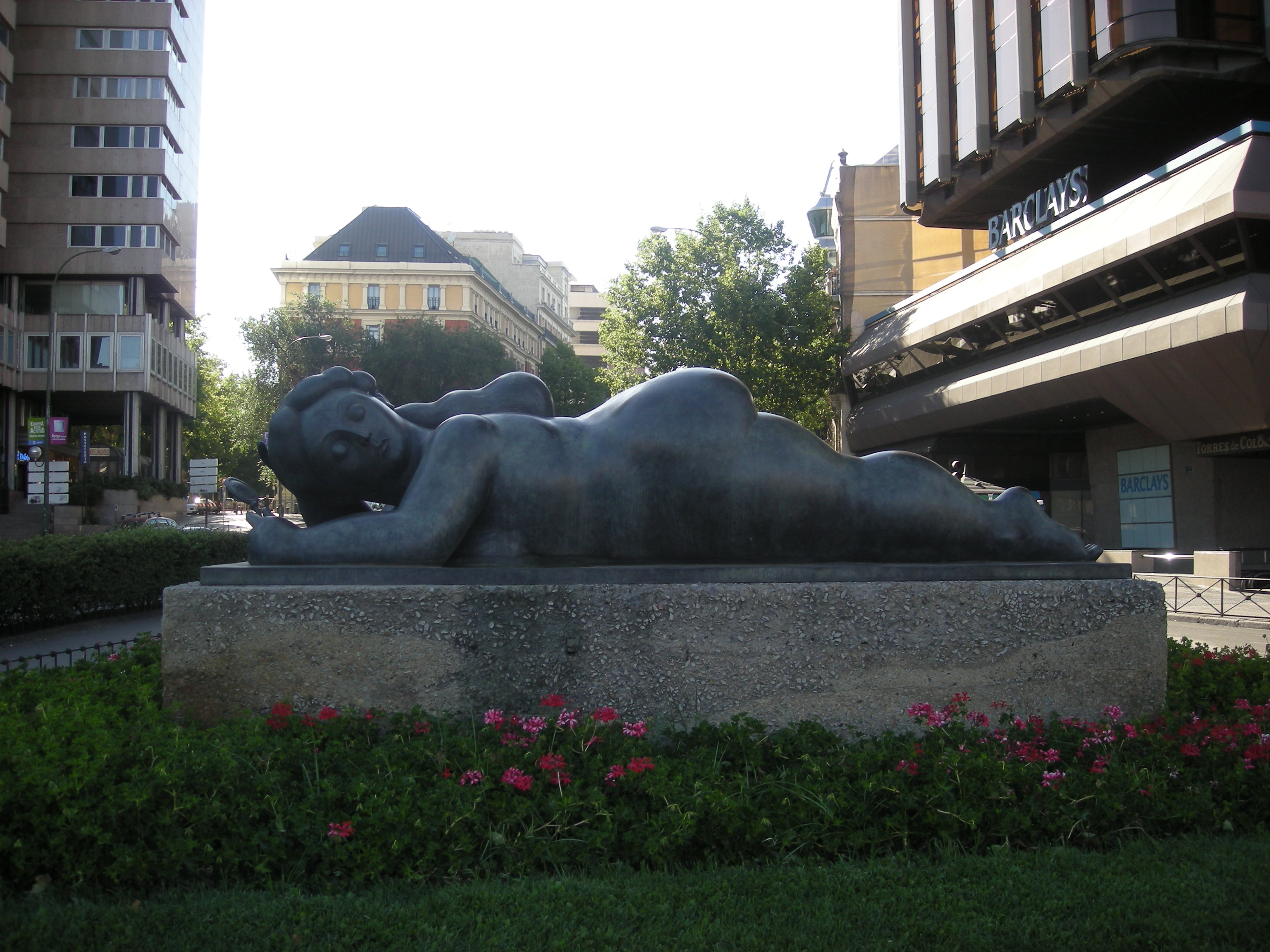
Жінка з дзеркалом, 1987 рік
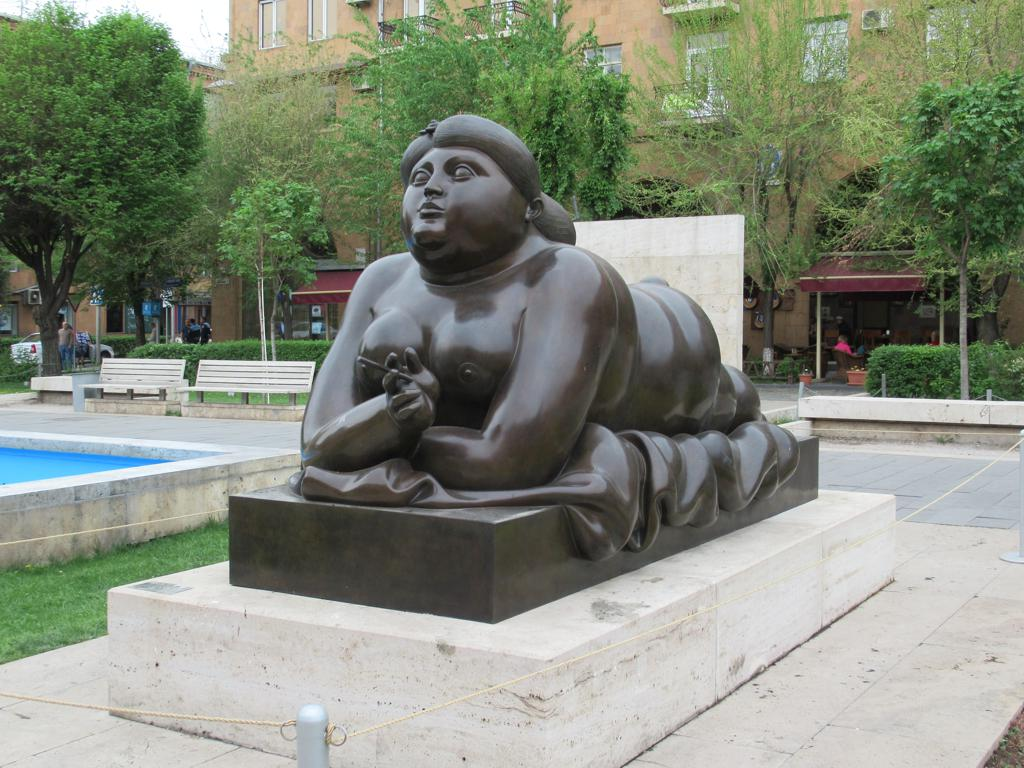
Жінка з сигаретою, Єреван
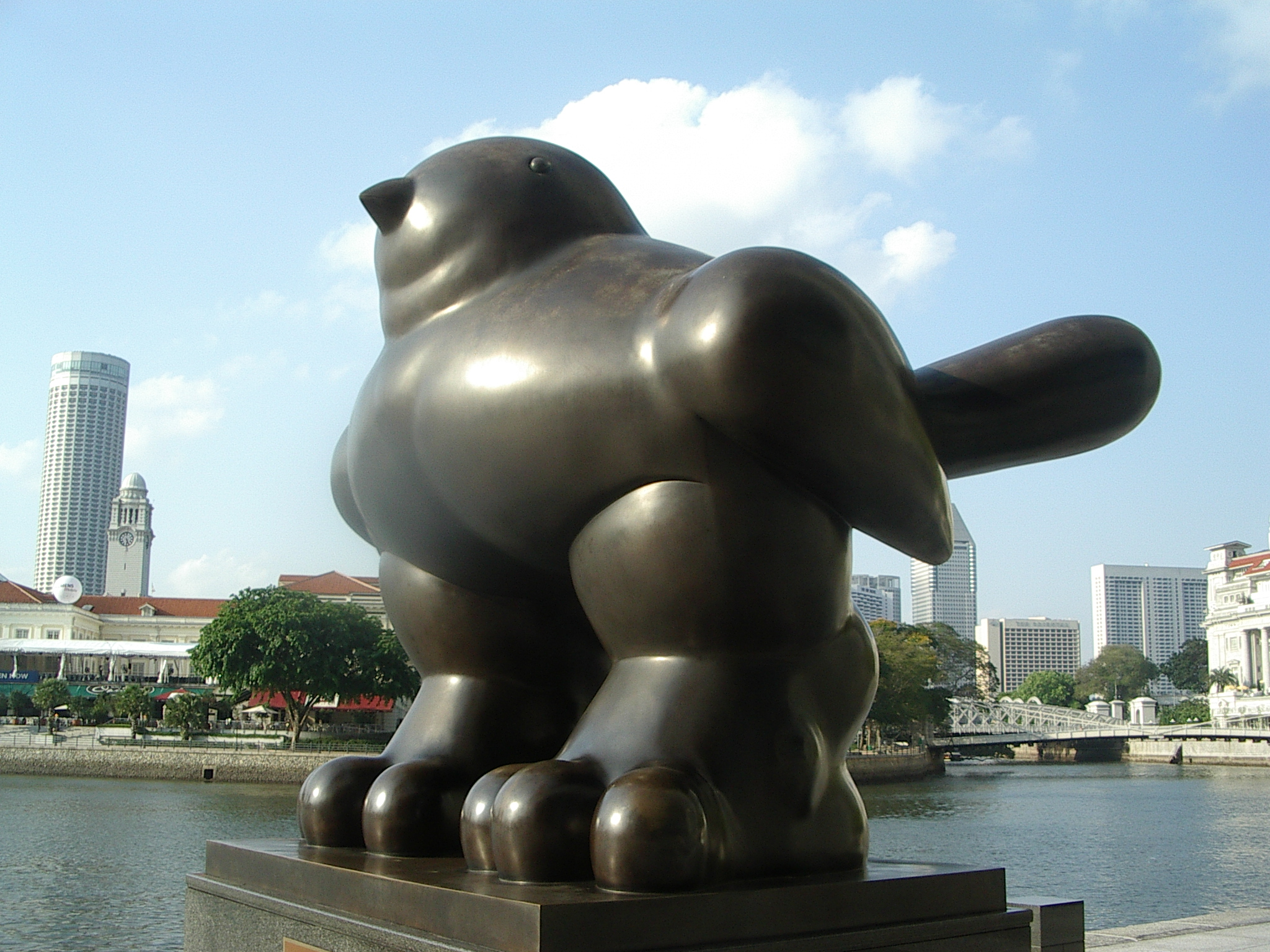
Птах, 1990, перед UOB Plaza, Сінгапур
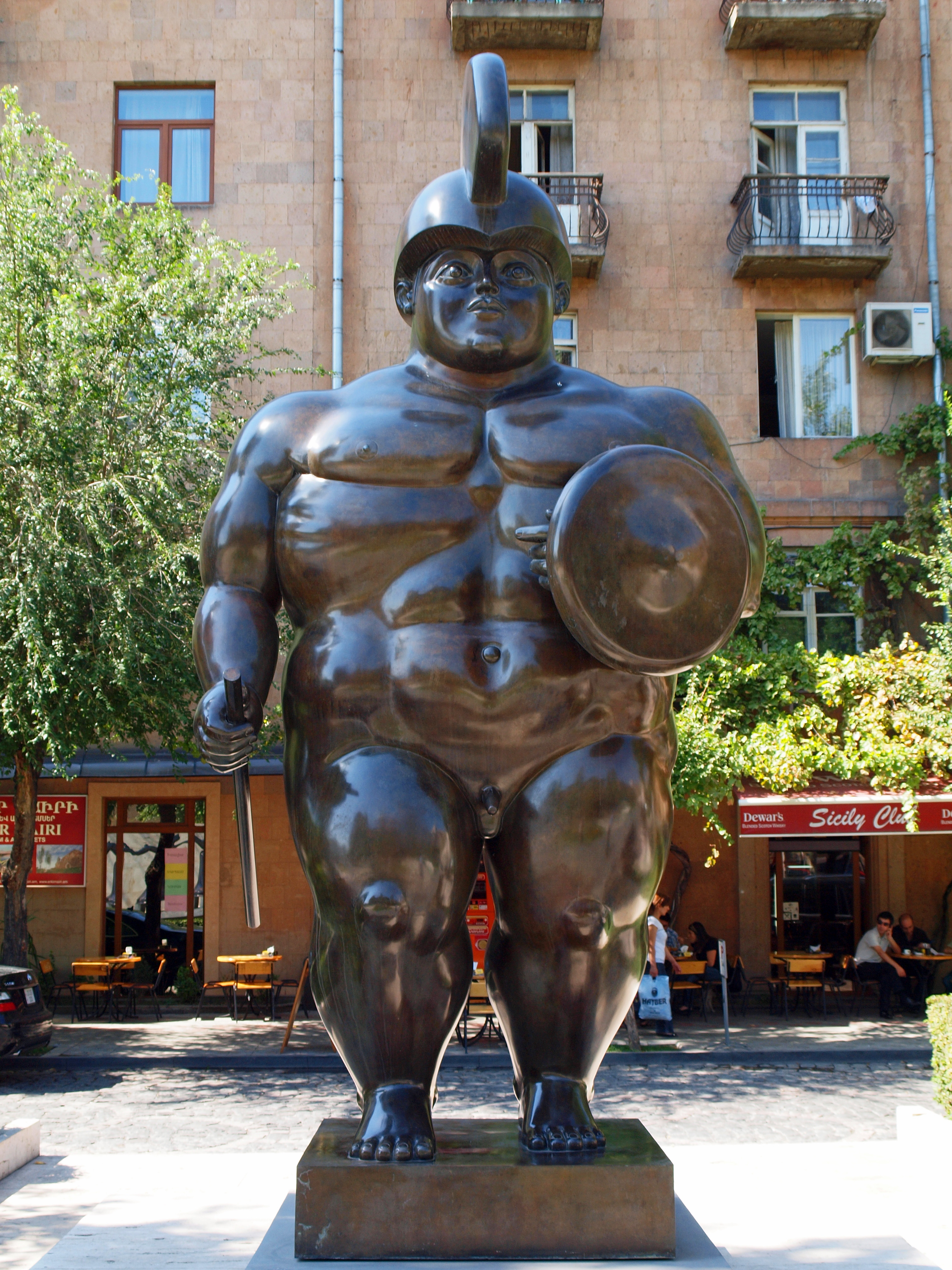
Римський воїн, Єреван, Вірменія
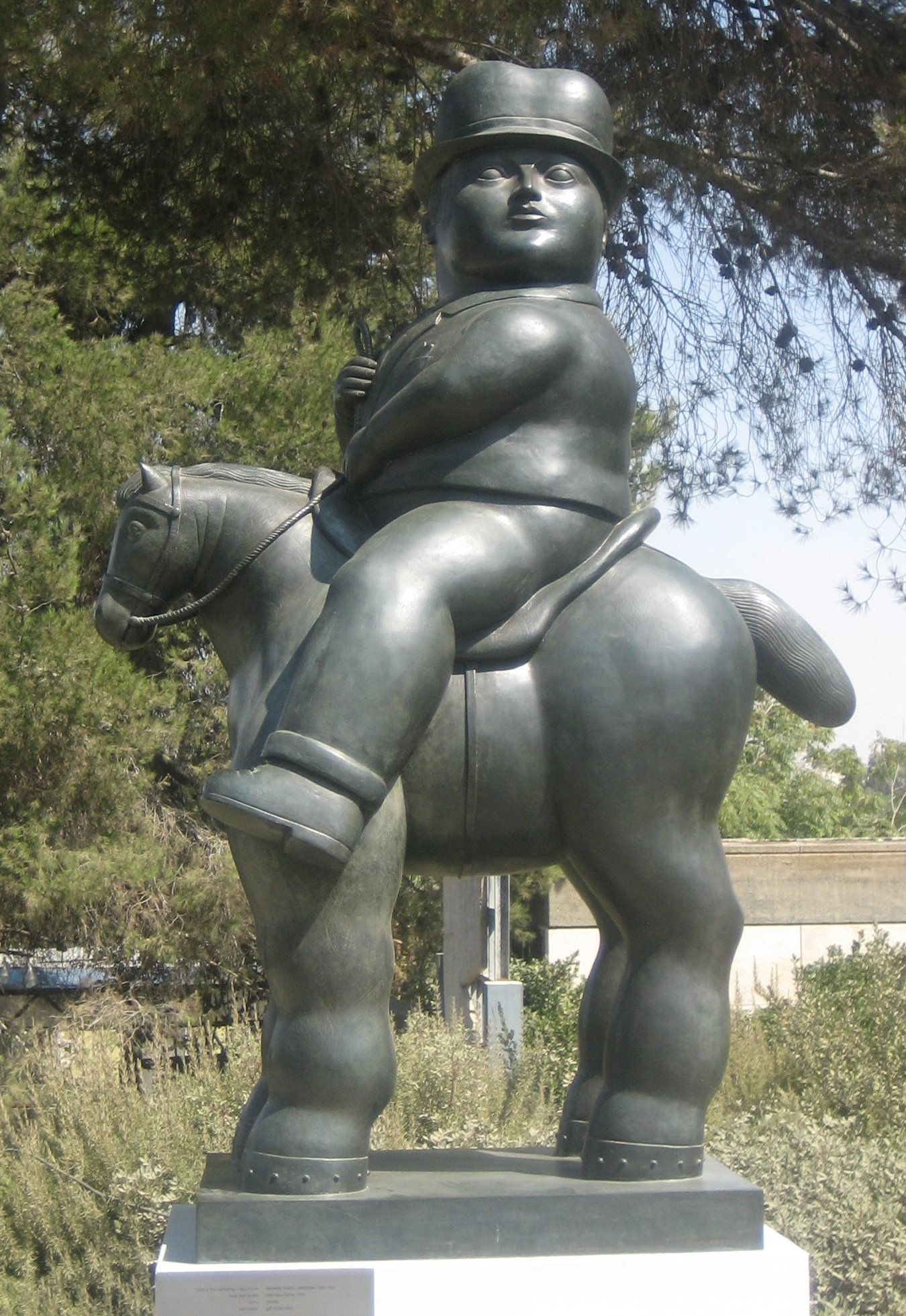
Людина на коні, 1992 р., Єрусалим, Ізраїль
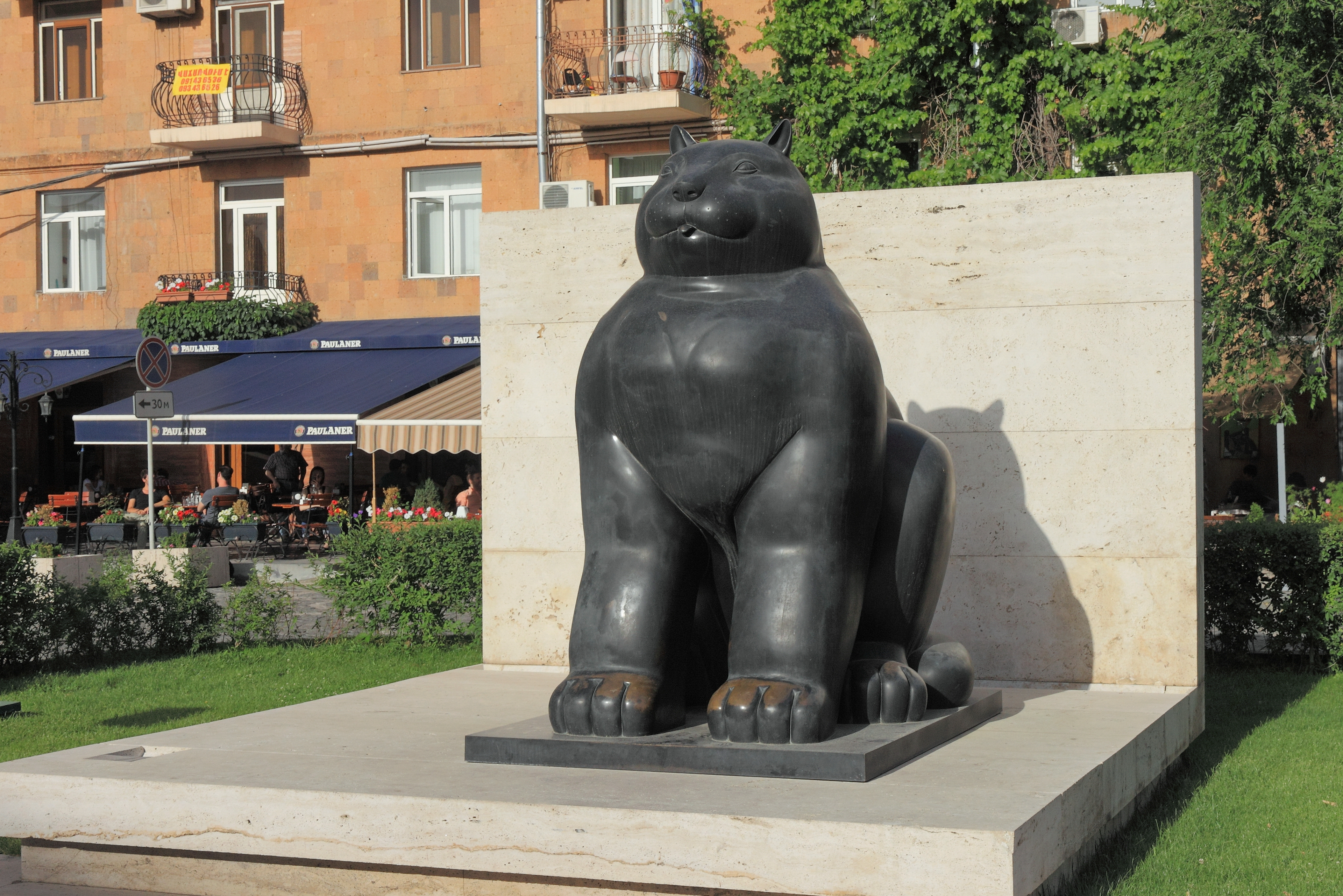
Кіт, Єреван, Вірменія
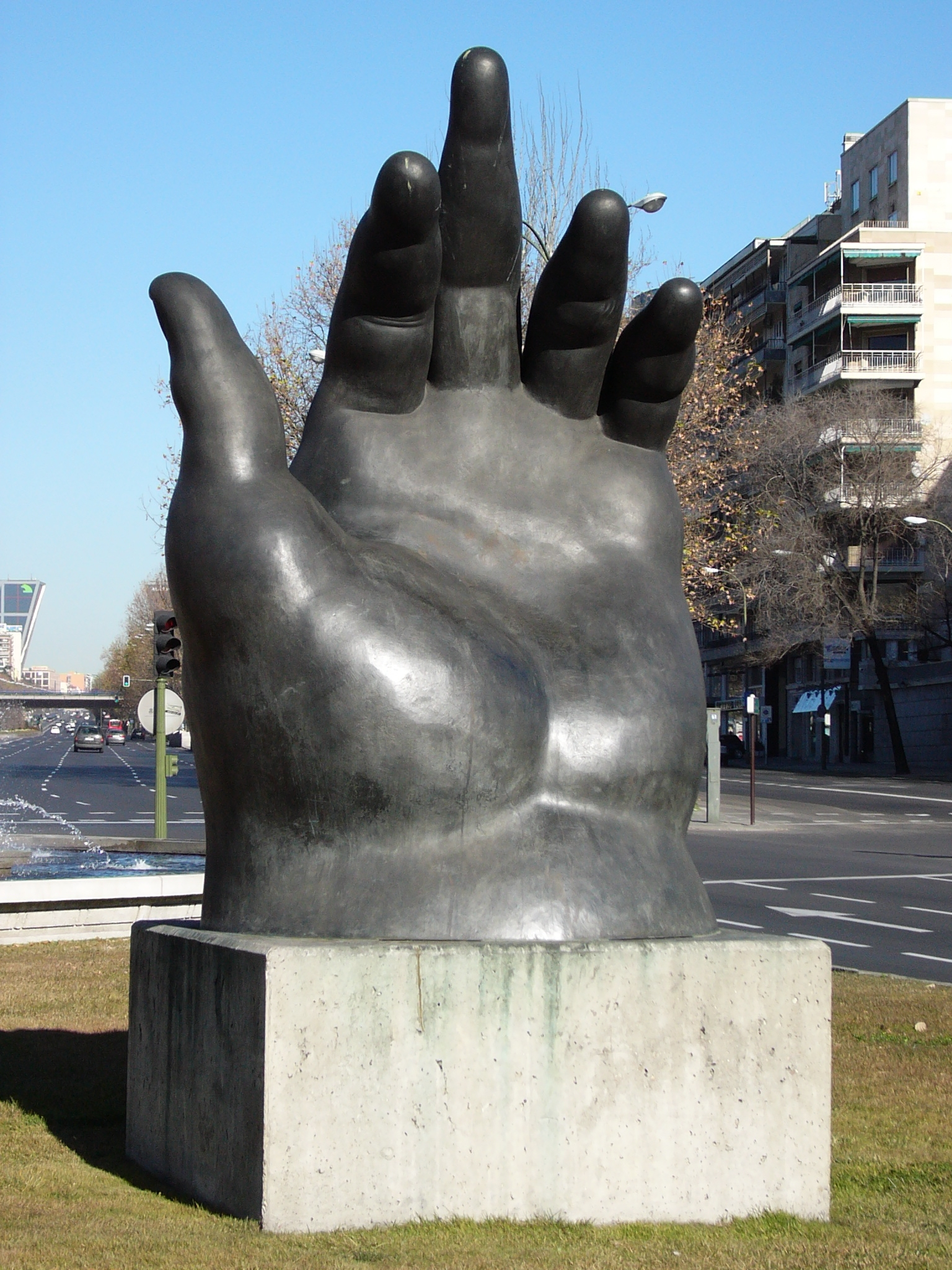
Рука, Мадрид, Іспанія
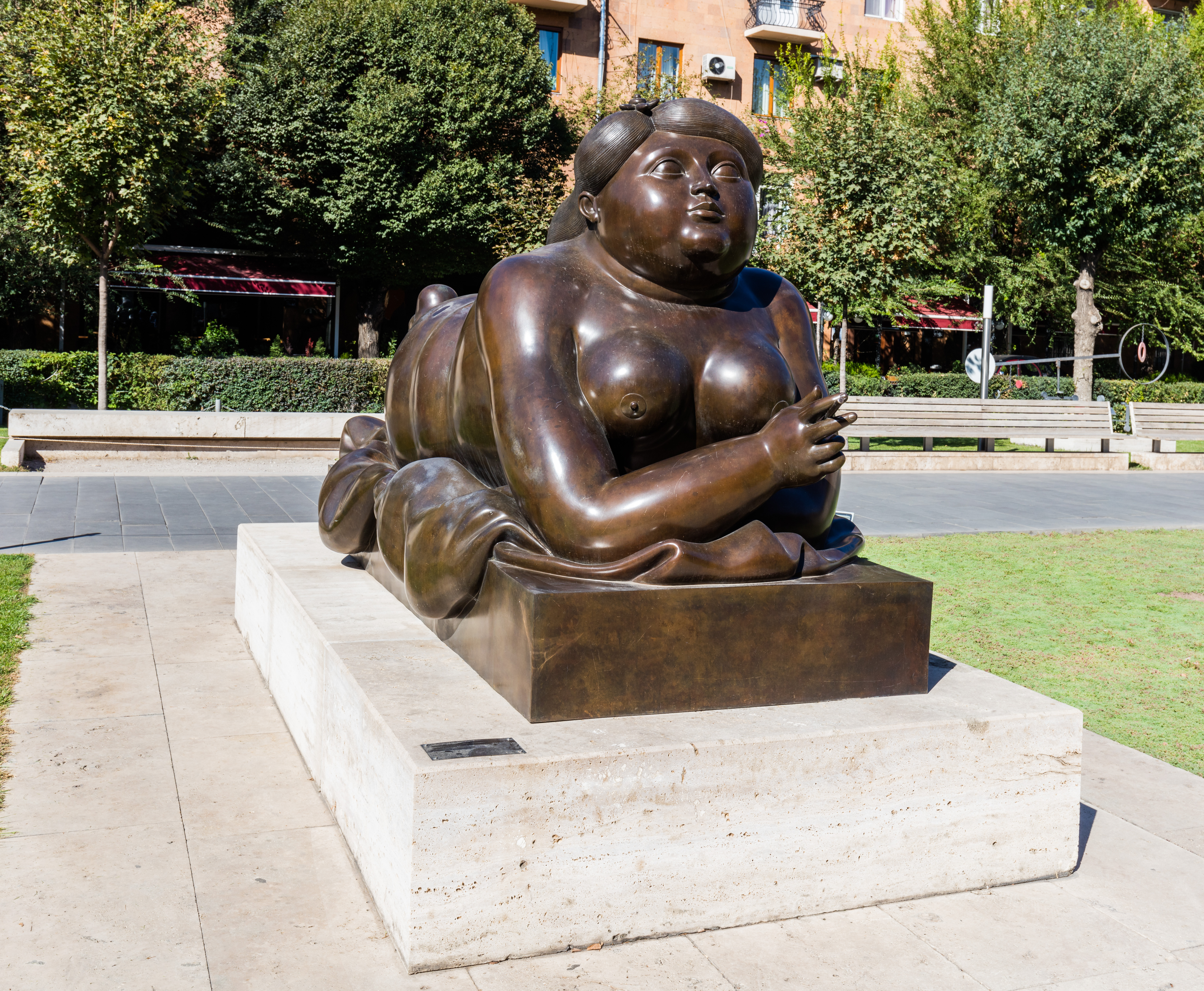
Куріння, Єреван, Вірменія
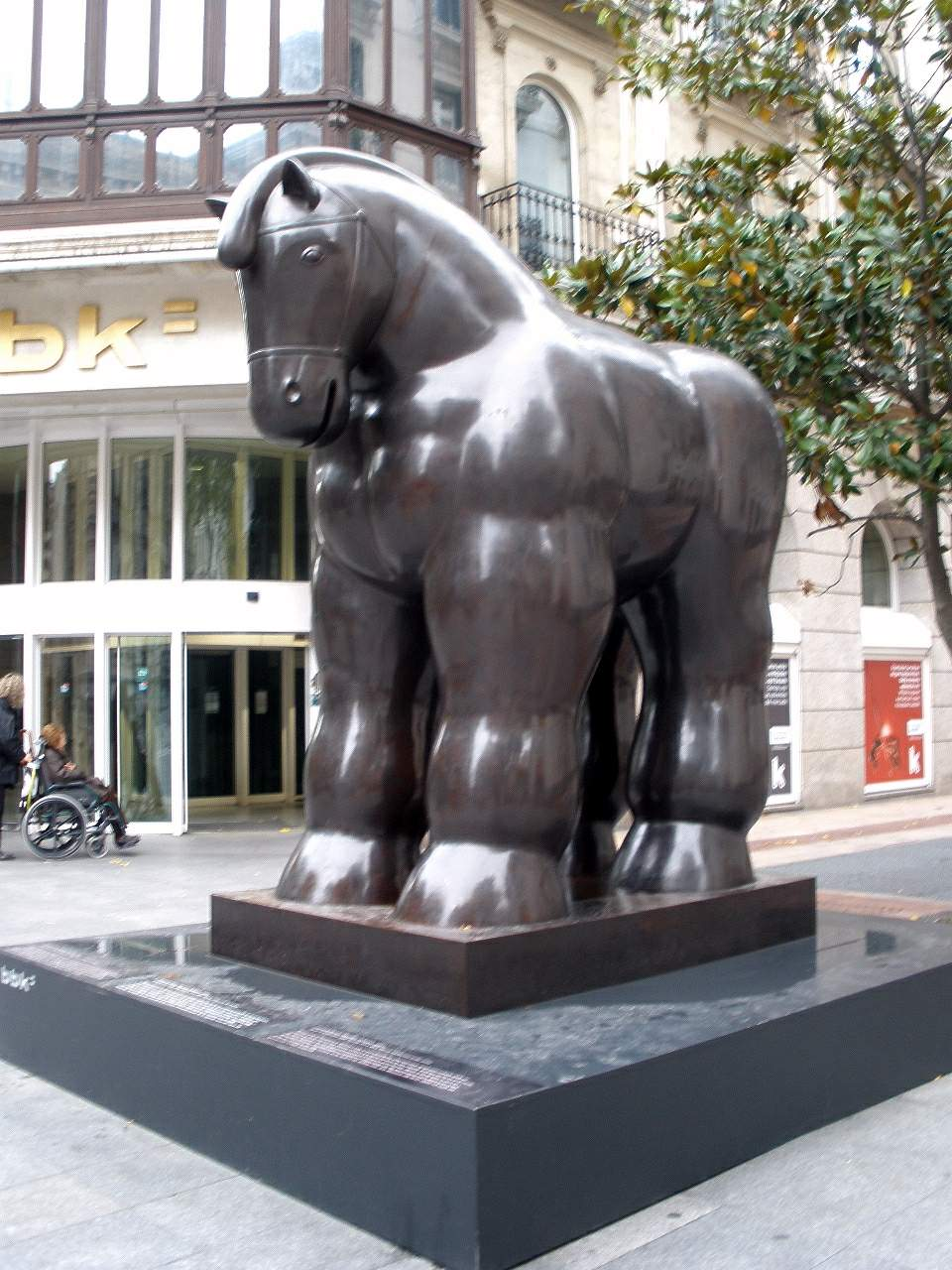
Caballo con bridas, Більбао
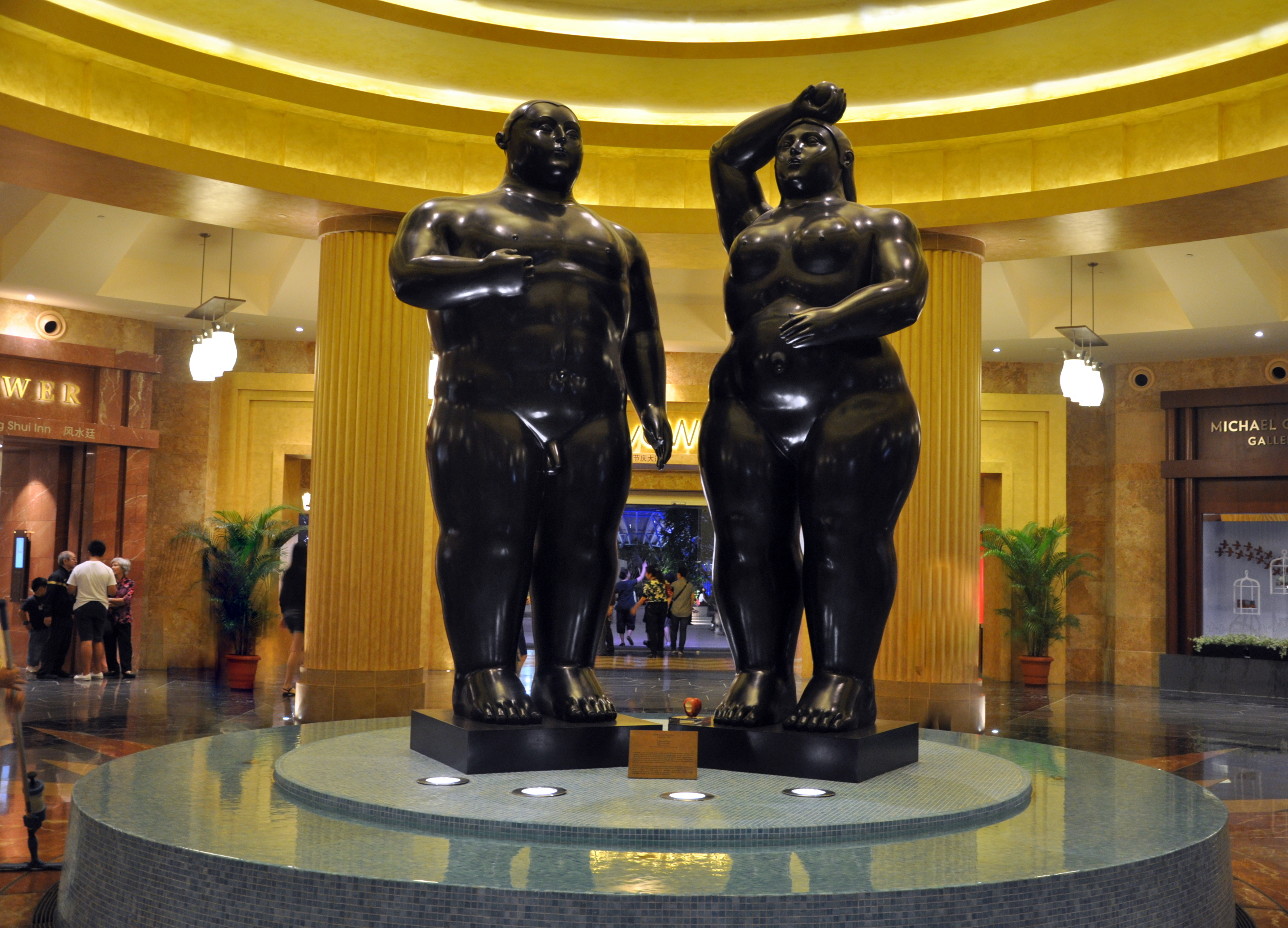
Адам і Єва, Сінгапур
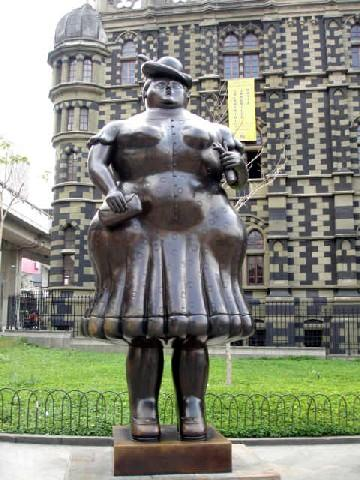
Леді, Медельїн
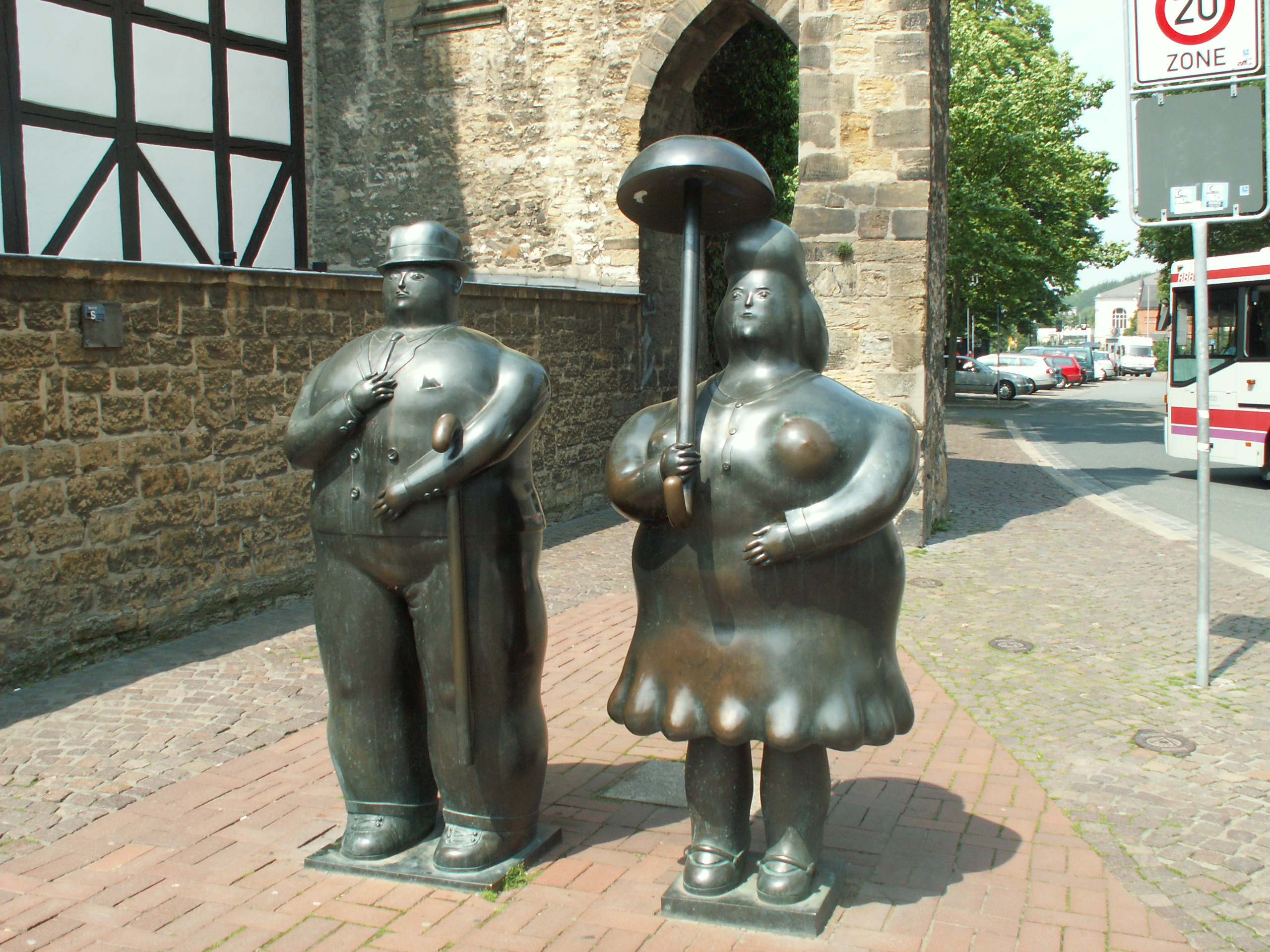
Скульптура Фернандо Ботеро в Госларі
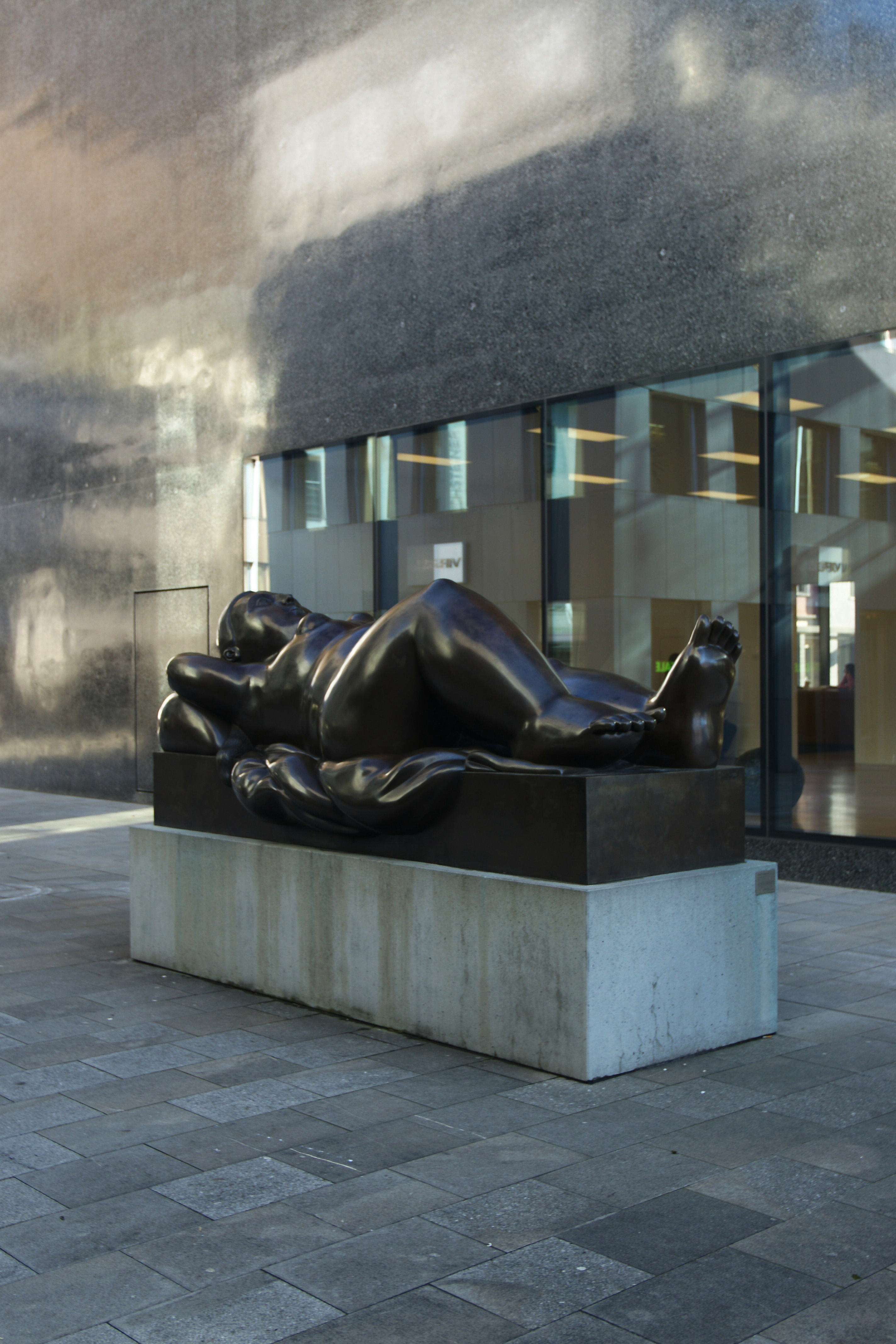
Скульптура Фернандо Ботеро перед Музеєм мистецтв Ліхтенштейну, Вадуц
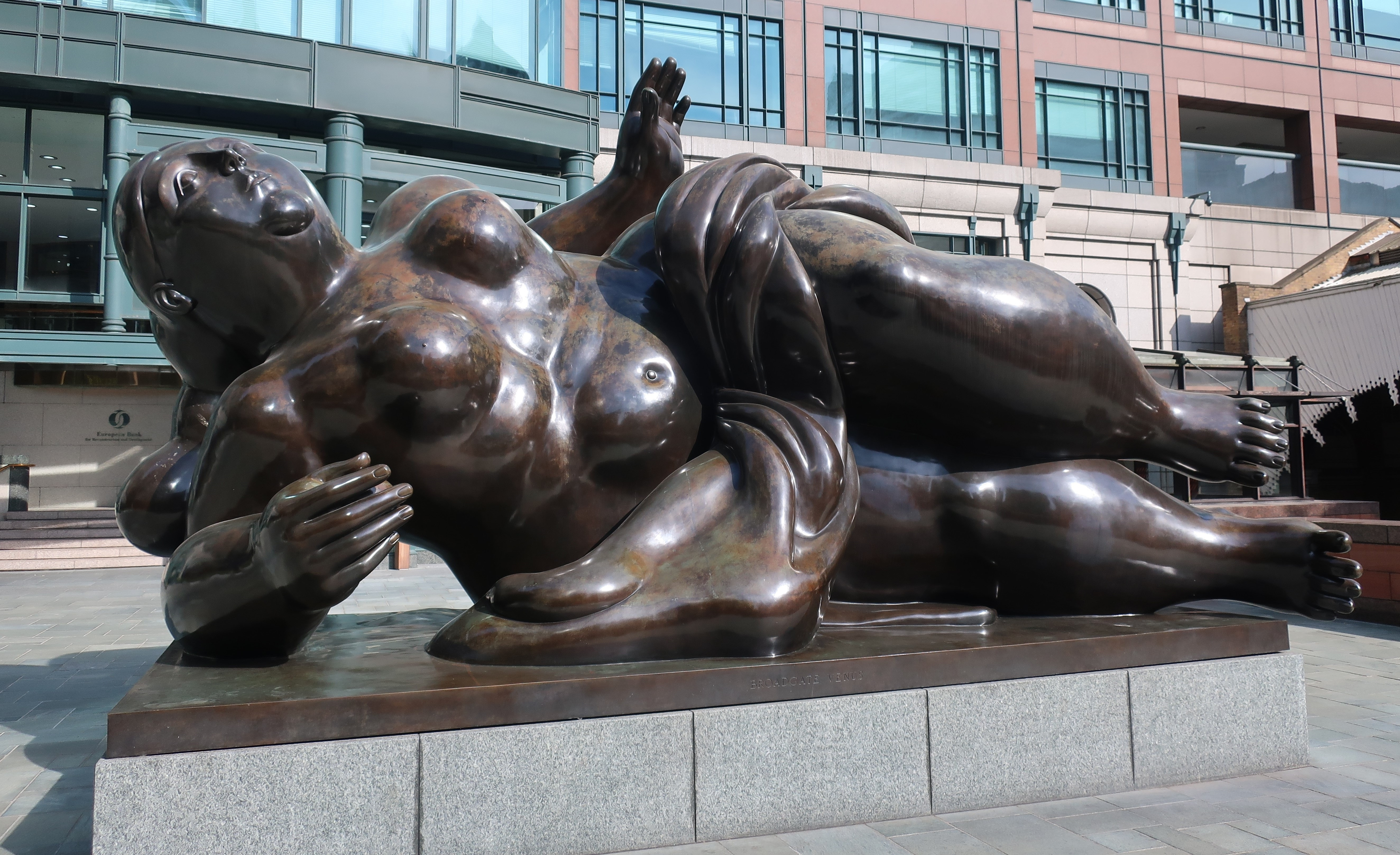
Широка Венера, 1989 р., Лондон